# Jan van der Wiel
Jan van der Wiel (Breda, 31 maggio 1892 – L'Aia, 24 novembre 1962) è stato uno schermidore olandese, vincitore di due medaglie di bronzo nella scherma ai giochi olimpici.